# Vincenza Bono
Vincenza Bono Parrino (ur. 29 października 1942 w Alcamo) – włoska polityk i nauczycielka, senator, w latach 1988–1989 minister kultury.

## Życiorys
Absolwentka studiów humanistycznych. Pracowała jako nauczycielka języka włoskiego oraz dyrektor szkoły średniej. Zajmowała się też działalnością publicystyczną i redaktorską. Na początku lat 60. wstąpiła do Włoskiej Partii Socjaldemokratycznej, pełniła różne funkcje w jej strukturach. W latach 1987–1994 zasiadała w Senacie X i XI kadencji. Od kwietnia 1988 do lipca 1989 sprawowała urząd ministra kultury w rządzie Ciriaca De Mity.
W 2019 w formie wywiadu rzeki, który przeprowadził Dario Cocchiara, ukazały się jej wspomnienia zatytułowane Enza Bono Parrino. Una donna, una storia.
Jej mężem był socjaldemokratyczny senator Francesco Parrino.